# Aziatische Winterspelen 2011
De zevende Aziatische Winterspelen werden van 30 januari 2011 tot en met 6 februari 2011 gehouden in Astana en Almaty, in Kazachstan. Het was de eerste keer dat de Aziatische Spelen in Kazachstan plaatsvonden.
De opening in het Astana Arena werd verricht door Noersoeltan Nazarbajev, Nurbegen Zhumagaziyev legde namens de atleten de eed af.

## Sporten
| - Alpineskiën - Bandy - Biatlon - Freestyleskiën - IJshockey - Kunstrijden | - Langlaufen - Schaatsen - Shorttrack - Schansspringen - Ski-alpinisme |

## Deelnemende landen
| - Afghanistan - Bahrein - China - Chinees Taipei - Filipijnen - Hongkong - India - Iran - Japan | - Jordanië - Kazachstan - Kirgizië - Koeweit - Libanon - Maleisië - Mongolië - Nepal - Noord-Korea | - Oezbekistan - Pakistan - Qatar - Singapore - Tadzjikistan - Thailand - Verenigde Arabische Emiraten - Zuid-Korea |

## Medaillespiegel
Er werden 207 medailles uitgereikt. In het klassement wordt eerst gekeken naar het aantal gouden medailles, vervolgens de zilveren medailles en tot slot de bronzen medailles. Iran en Kirgizië behaalden hun allereerste medaille ooit op de Aziatische Winterspelen. Kazachstan was de absolute winnaar met zeventig medailles.
| Medaillespiegel | Medaillespiegel | Medaillespiegel | Medaillespiegel | Medaillespiegel | Medaillespiegel |
| --------------- | --------------- | --------------- | --------------- | --------------- | --------------- |
| Rang            | Land            | Goud            | Zilver          | Brons           | Totaal          |
| 1               | Kazachstan      | 32              | 21              | 17              | 70              |
| 2               | Japan           | 13              | 24              | 17              | 54              |
| 3               | Zuid-Korea      | 13              | 12              | 13              | 38              |
| 4               | China           | 11              | 10              | 14              | 35              |
| 5               | Mongolië        | 0               | 1               | 4               | 5               |
| 6               | Iran            | 0               | 1               | 2               | 3               |
| 7               | Kirgizië        | 0               | 0               | 1               | 1               |
| 7               | Noord-Korea     | 0               | 0               | 1               | 1               |

Alpineskiën · 
Bandy · 
Biatlon · 
Freestyleskiën · 
IJshockey · 
Kunstrijden · 
Langlaufen · 
Schaatsen · 
Shorttrack · 
Schansspringen · 
Ski-alpinisme
1986 · 
1990 · 
1996 · 
1999 · 
2003 · 
2007 · 
2011 · 
2017 · 
2025 · 
2029